# Яків І Константинопольський
Яків — патріарх Константинопольський, який перебував на престолі тричі.
Яків ппоходив з Хіоса і спочатку був митрополитом Лариси.
Він зійшов на Патріарший престол Константинополя в 1679 році і залишався на ньому до липня 1682 року, коли пішов у відставку після дій колишнього Патріарха Діонісія IV. Пізніше, у 1685 році, він був відкликаний на престол за спільним рішенням Синоду первосвящеників, де він залишався протягом року, поки знову не пішов у відставку в 1686 році. Наступного року, у 1687 році, його так само було відкликано вдруге до його третьої й останньої відставки, після одного року патріархату, у 1688 році.
Втік до Молдавії, де й помер у 1700 році.